# 真白き富士の根
「真白き富士の根」（ましろきふじのね）は、1910年に逗子開成中学校の生徒ら12人を乗せたボート「箱根号」が七里ヶ浜沖で転覆、全員死亡した事件を歌った歌謡曲である。「真白き富士の嶺」、「七里ヶ浜の哀歌」（しちりがはまのあいか）とも呼ばれる。逗子開成の系列校である鎌倉女学校（現在の鎌倉女学院中学校・高等学校）の生徒が鎮魂歌として合唱し、世間に知られるようになった。生徒の死が美しく表現されたこの歌により、世間は事件への同情を深めることとなった。1915年にレコードが発表され、日本全国で歌われた。
この歌を演奏することは逗子開成中学校ではタブーとされてきたが、逗子開成創立90周年の1993年にPTAが歌うことを希望して記念式典で合唱され、解禁となった。この時に「PTAコーラス」が発足し、2004年には在校生と卒業生の保護者による女声コーラスグループ「逗子開成コール・レーネ」が発足した。

## 基本データ
- 成立年： 1910年（明治43年）
- 作詞者： 三角錫子（みすみ すずこ、1872年生 - 1921年没）
作詞当時、系列校である鎌倉女学校の数学教師。
東京都目黒区にあるトキワ松学園中学校・高等学校の設立者でもある。
- 作曲者： ジェレマイア・インガルス（後述）
- 当初三角が発表した題名は「哀悼の歌」[4]。「七里ヶ浜の哀歌」 の方が原題に近いが、一般には、歌い出しの歌詞から 「真白き富士の根（嶺）」 と呼ばれた。
- 歌詞： 6番まで
- 拍子： 6/8拍子

## 歴史
- 1910年（明治43年）1月23日： ボート転覆事故発生。
- 1910年2月6日： 逗子開成中学校で追悼大法会開催。
鎌倉女学校生徒約70名により、鎮魂歌としてこの歌が初演された。オルガン伴奏は三角錫子[注釈 4]。
- 1915年（大正4年）： 事故から5年を節目に雑誌『音楽界』159号（1月号）41ページに歌詞が掲載、翌月160号（2月号）巻頭に楽譜付で掲載された[6]。
- 1915年（大正4年）8月： レコードが発売された。
- 1916年（大正5年）1月23日： 楽譜が音楽社から刊行された[7]。楽譜の題名は『哀歌』といい、三角の「眞白き富士の根」[注釈 5]と山本正夫作曲の「母のなげき」が収録された[5]。このころから演歌師によって一般に広められた[8]。
- 1916年（大正5年）6月： 『七里が浜の哀歌』の題名で単行本の楽譜が出版された[7]。世間はこの歌の楽譜を待ち望んでいた[7]。
- 1935年（昭和10年）8月29日： 松竹により映画化。題名は『真白き富士の根』。主題歌は覆面歌手ミス・コロムビア（松原操）が歌唱。
- 1954年（昭和29年）8月4日： 大映により映画化。題名は『真白き富士の嶺』。主題歌は菊池章子が歌唱。
- 1962年（昭和37年）：逗子信用組合の屋上に「真白き富士の根」のオルゴール時報が流れるスピーカーを設置。1992年（平成4年）まで。
- 1963年（昭和38年）：逗子開成正門入って右側に、折れたオールと「真白き富士の根」1番の歌詞を共にして「ボート遭難の碑」建立。
- 1964年（昭和39年）：稲村ヶ崎公園にボート遭難事故慰霊像建立。これは「真白き富士の根」1番と2番の歌詞を刻んだ犠牲者の兄弟像であり、小学生であった坊やは沈まぬように兄に抱きかかえられている。
- 1993年（平成5年）4月18日：逗子開成創立90周年式典においてPTAコーラスにより合唱。

## 歌詞全文
真白き富士の嶺、緑の江の島
仰ぎ見るも、今は涙
歸らぬ十二の雄々しきみたまに
捧げまつる、胸と心

ボートは沈みぬ、千尋（ちひろ）の海原（うなばら）
風も浪も小（ち）さき腕（かいな）に
力も尽き果て、呼ぶ名は父母
恨みは深し、七里ヶ浜辺

み雪は咽びぬ、風さえ騒ぎて
月も星も、影を潜め
みたまよ何処に迷いておわすか
歸れ早く、母の胸に

みそらにかがやく、朝日のみ光
暗（やみ）に沈む、親の心
黄金（こがね）も宝も、何にし集めん
神よ早く、我も召せよ。

雲間に昇りし、昨日の月影
今は見えぬ、人の姿
悲しさあまりて、寝られぬ枕に
響く波の、音も高し

帰らぬ浪路に、友呼ぶ千鳥に
我も恋し、失（う）せし人よ
尽きせぬ恨みに、泣くねは共々
今日も明日も、かくてとわに

## 歌詞について
この歌詞は、当時神奈川師範学校生徒であった福田正夫が文学仲間と書いた詩の寄宿舎自室から奪取された原稿を部分的に改変したものであると福田本人や福田の四女美鈴が主張している。
内藤卯三郎（愛知学芸大学初代学長）、石野隆（武相学園理事長）、新倉文郎（大和自動車交通創業者）、柳田謙十郎（弘前高等学校教授）らと同級生であった福田正夫は、詩歌を愛する文学仲間と雑誌を刊行していた。福田をはじめとする同級生は神奈川師範学校の歴史上かつてない優等生たちであった。ボート転覆事故の頃、福田は雑誌掲載用に清書をした原稿を寄宿舎自室の机に置いていた。ある教師が福田の机から原稿を持ち去り、その数日後には鎌倉女学校生徒が合唱をし、世間に知れ渡るところとなった。合唱されたその歌詞は福田らの詩の数か所が手直しされただけであった。3番までを福田が書き、残りは文学仲間皆で書いたという。すなわち、「真白き富士の根」の歌詞の内容に不可解な点があるのは、事故の詳細が分からないうちに福田らの生徒たちによって書かれた詩だからである。福田らによるものか三角によるものか不明ながら特に1番の転調部分「帰らぬ十二の雄々しきみたまに」のフレーズは無許可出艇をした不良生徒を美化するものである。不良たちはさらに、学校規定の海域である逗子海岸に囲まれた逗子湾を抜け出し、江の島を目指した。地元漁師が恐れる突風が吹く七里ヶ浜沖を通過する危険な航路である。江の島からの帰路に漁師が出艇の中止を警告したが、彼らは出艇した。
三角の恋仲の生徒が犠牲になったという噂も、三角の再婚相手になるはずであった逗子開成中学校教師石塚巳三郎の息子宮内寒弥が書いた実質的にルポルタージュである平林たい子文学賞受賞小説『七里ヶ浜』（1978年）で否定されている。宮内の小説における推察によれば、父石塚巳三郎が逗子に居住した理由は、逗子を舞台とする徳冨蘆花の小説『不如帰』にかぶれていたからである。三角との縁談について宮内だけでなく哲学者・文芸評論家の柄谷行人も『日本近代文学の起源』（1980年、講談社）において言及するが、三角は日本の近代文学と不可分の病である結核を患い、石塚にとっては文学的な結婚になるはずであった。文芸評論家江藤淳は小学生の頃に鎌倉の稲村ヶ崎で療養し、唱歌「真白き富士の根」をその頃からよく知っていたため、長調でありながら哀愁を帯びる優美な旋律が胸にしみいる思いをしたものであったと毎日新聞の文芸時評で振り返っている。宮内の小説により明かされた複雑な事実は文芸評論の巨匠である江藤をも驚愕させた。
福田の四女美鈴は、父が来客と次のように話をするのを聞いた。
寄宿舎の部屋に教師がやってきて、机の上の原稿をみると「やあこれはいいものがあった」って持ってっちまったんだよ。それがあとで歌われだしたんだから、おどろいたよ。
父が死去し、美鈴はそれ以上の詳しい話は分かっていない。福田の長女美弥子が父から聞いた話によると、1番の「捧げまつる、胸と心」は、福田の詩では「捧げまつる、夢と心」であったという。福田の子供が長らく沈黙を守っていたのは、母が「言うな、書くな」と言い、三角錫子に気遣いをしていたからである。三角も自叙伝「涙と汗の記」（1920年、『婦人公論』4月号）においてこの歌に関する言及をしていない。かつて、少女倶楽部の付録の歌詞集では作詞者が福田正夫と掲載され、また別の媒体では日本詩人会の作詞となっていた。またある時は、詩人のサトウハチローが、この詩は福田が書いたものであることは読めばすぐわかるとラジオ番組で発言した。詩人となった福田は自身が作詞した「愛国の花」において冒頭に「真白き富士の」というフレーズを敢えて使用している。松竹映画『真白き富士の根』に女性たちが涙を流したその翌々年の1937年に「愛国の花」は発表されている。ある時から福田が著作権を主張しなくなったのは、母（妻）がなだめたからであったという。つまりそれは、これほど有名になってしまった三角がかわいそうだからであった。四女美鈴としても、この詩が転覆事故の鎮魂歌として歌われない限り世間に広まることはなかったであろうと理解している。
原稿を持ち去った教師として推測されている人物は、神奈川師範学校の音楽教師小林錠之助である。その推測は、鎌倉女学校数学教師であった三角が数日で追悼の歌を作らなければならずに苦慮していたため、それを見かねた小林が同僚の山内惇吉が言っていた福田の哀歌を三角に提供したのであろうというものである。三角は逗子開成中学の近くに居住していたため日頃から遭難生徒の何人かを弟のように可愛がり、他校の生徒とはいえ心底辛かった。三角らは、この歌が世間に広まるとは想像しているはずもなく、本来は追悼の1日だけ歌えばそれで終わりのはずであったのである。

## 曲について
従来、「ガードン作曲」 とされてきたが、ガードンなる人物については何も知られていなかった。賛美歌研究者である手代木俊一（当時 フェリス女学院図書館事務室長）の研究で、実際にはアメリカ人ジェレマイア・インガルス（Jeremiah Ingalls, 1764年3月1日 - 1828年4月6日）の作と判明した。1995年頃から読売新聞や逗子開成学園が手代木に取材し、この事実が一般にも知られるようになった。ただし、インガルス作曲であることを指摘した日本人は手代木が最初ではなく、既に1948年に遠藤宏が著書で指摘している旨、手代木自身が記している。
- 1805年、ジェレマイア・インガルスは白人霊歌集『クリスチャン・ハーモニー（Christian Harmony）』を刊行した。同歌集に掲載された曲「Love Divine」と「真白き富士の根」はかなり似ており、同曲が起源と考えられる（同曲はイギリスの民謡を元にインガルスが編曲したもの、との指摘もなされている）。 手代木によれば、同曲には 2種類の歌詞が付けられていた。(1) 「To him who did salvation bring」で始まる歌詞と、(2) 「The Lord into his garden's come」で始まり第5節が「When we arrive at home.」で終わる歌詞とである。

- 1835年、アメリカ南部で刊行された賛美歌集『サザン・ハーモニー（Southern Harmony）』には、同曲は「Garden」の名で収録された。歌詞は「The Lord into His garden comes」で始まる歌詞が付けられた[17]。
統一協会の成約聖歌には、サザン・ハーモニー版に近い曲が「園の歌」として収録されている。出典は「SOUTHERN FOLK」（南部民謡）とのみ記されており、歌詞は多少アレンジされている。参照：英語版、日本語版。
「園の歌」と「真白き富士の根」の関係は、一橋大学教授（当時）の櫻井雅人が指摘している。参照：『一橋論叢』 132巻3号 (2004.9): 「ナンシー・ドーソン」とその関連曲 205頁。

- 1881年 - 1891年に刊行された賛美歌集『Franklin Square Song Collection』では、さらに「真白き富士の根」に近い旋律となった。歌詞は、「The Lord into His garden comes」で始まり「When we arrive at home.」で終わる。天国での来世に希望を託す歌である（なお、「ガードン作曲」説は、当時の賛美歌譜に付されていたチューンネーム「Garden」を堀内敬三が作曲者名と見誤ったのが起源、と推測されている。→ 岩波文庫『日本唱歌集』）。

日本国内においては、同曲は 1890年（明治23年）刊行の『明治唱歌』において、「夢の外（ゆめのほか）」（大和田建樹作詞）として採用された。三角錫子はこの唱歌の替え歌として「七里ヶ浜の哀歌」を作詞したのである。「夢の外」の2番、「七里ヶ浜の哀歌」の4番の歌詞については、共にキリスト教の影響が指摘されている。「七里ヶ浜の哀歌」5番の「悲しさ余りて 寝られぬ枕に」は、「夢の外」3番の「うれしさあまりて ねられぬ枕に」がヒントとなっている。
この曲は、歌謡曲経由で、再びキリスト教賛美歌に使用されるに至った。日本福音連盟 『聖歌』（1958年）623番、『新聖歌』（2001年）465番、聖歌の友社 『聖歌（総合版）』（2002年）669番の「いつかは知らねど」である（喜田川広作詞、1957年）。歌詞の第1節、第2節、第4節は、原曲の「When we arrive at home」を意識したものとなっている。

## 主な歌唱者

### 日本語歌詞
1番から6番の歌詞は省略されることがある。歌唱者により歌詞の揺れが生じている（#歌詞全文を基準とする）。
- 青山孝（フォーリーブス） - 題名「真白き富士の嶺」。
- 安達明 - 題名「真白き富士の根」。
- 雨谷麻世 - 題名「真白き富士の根」。
- アルケミスト - イントロなしで歌が始まる[18]。
- 安西愛子[19]
- 井口小夜子・ヴォーチェ・アンジェリカ - 題名「七里ヶ浜の哀歌（真白き富士の嶺）」。
- ヴォーカルフォア混声合唱団 - 題名「真白き富士の根」。
- 菊池章子 - 1954年の大映映画『真白き富士の嶺』主題歌。3番まで歌唱[20]。
- 合田道人 - 題名「真白き富士の根（七里ヶ浜の哀歌）」。
- 小鳩くるみ - 題名「七里ヶ浜の哀歌（真白き富士の嶺）」。
- 坂本九 - 題名「真白き富士の嶺」。1番から3番と6番を歌唱。2番「七里ヶ浜辺」の「辺」を付けず、3番「み雪」を「み雲」と歌っている[21]。
- 桜井敏雄 - 1923年（大正12年）に神長瞭月（神長源ニ郎）により発行されたバイオリン楽譜「七里ヶ浜の仇浪」に沿ったバイオリン演歌。3番まで歌唱。
- 鮫島有美子 - 題名「七里ヶ浜の哀歌（真白き富士の嶺）」。
- 三条江梨子 - 題名「真白き富士の嶺」。3番まで歌唱。「大映映画 “今は帰らぬ十二人” 主題歌」と銘打たれて1963年にテイチクからリリース[注釈 10]。
- 塩原秩峰 - 題名を「七里ヶ濱」（哀悼歌）といい、旋律は独特で歌詞は大きく揺らぐ。4番まで歌唱。尺八伴奏は山本久光。オリエントレコード（東洋蓄音器社）より大正期にリリース。
- 島田祐子 - 題名「七里ヶ浜の哀歌」。
- 東海林太郎[22]
- 初代コロムビア・ローズ（松本マツ江） - 題名「真白き富士の根（七里ヶ浜の哀歌）」。
- 芹洋子 - 1番から6番の全て歌唱[23]。四季をテーマにした歌や抒情歌を集めたレコードに収録されている。
- ダークダックス - 男声コーラス。
- ダ・カーポ - 男女二重唱[24]。
- 田端義夫 - 題名「真白き富士の嶺」。
- 鶴田浩二[25]
- 東京リーダーターフェル1925 - 男声合唱[26]。
- 鳥取春陽 - 題名「七里ヶ浜の仇浪」。
- 倍賞千恵子 - 3番まで歌唱。3番にブレイク（一時停止）箇所がある。
- フォレスタ - 混声コーラス。
- 舟木一夫 - 1番、2番、6番を歌唱[27]。
- フランク永井 - 「仰ぎ見る眼も」など歌詞の揺れ[28]。
- ペギー葉山 - 1番から6番の全て歌唱[29]。
- ボニージャックス - 男声コーラス[30]。
- 真理ヨシコ、クロスロード・レディース・アンサンブル（クロスロード女声合唱団） - 1番から6番の全て歌唱[31]。4番と5番を省略したバージョンもある[32]。
- ミス・コロムビア（松原操） - 1935年の松竹映画『真白き富士の根』主題歌。3番まで歌唱。
- 水原弘 - 題名「真白き富士の嶺」[33]。3番まで歌唱。転調部分でドラムと管楽器のボリュームが急に上がる。
- 森繁久弥[34]
- 森昌子 - 題名「真白き富士の根」。
- 森山良子 - 2番まで歌唱[35]。
- 由紀さおり・安田祥子 - 1番から6番の全て歌唱[36]。5番から二重奏。題名「七里ヶ浜の哀歌」、英題「When We Arrive At Home」[37]。
- レインブック[38]
- 和田弘とマヒナスターズ[39]

### 日本語以外の歌詞
- 朴彩仙 / 李柳色（박채선 / 이유색） - 1923年頃、独自の歌詞による朝鮮語の新式唱歌「この風塵なる歳月」（이 풍진 세월）、別名「蕩子警戒歌」（탕자 경계가）[40]。他にいくつかの別名もある[41]。なかでも「희망가」（希望歌）は英語タイトル「A song of hope」として知られている。しかしながらこの歌は悲哀の歌である[41]。それは過ぎ行くひと時の世界で何を「希望」するのかを問いかける。朝鮮初の流行歌ともいわれ、日本の統治における音楽的同化の始まりという見解もある[40]。この歌は広範囲にわたって独自の旋律に変更されている。歌唱者は他にキム・スヒ[42]、ナ・フナ[43]、ドゥルグクファ（Deulgukhwa、通称「韓国のビートルズ」）[44]、キム・ホジュン（Kim Ho-joong）[45]、ソン・チャンシク（Song Chang-sik）[46]など。
- 中国語では題名を「魂断富士嶺」という。台湾の歌手チー・リューシャ（紀露霞）が歌唱。台湾の歌手ヤン・ファー（顔華、1938年生 - 2010年没）はこの歌がデビュー曲となり（1957年）、歌詞翻訳はチュワン・チーシェン（莊啟勝）。

### インストゥルメンタル
- 上海交響楽団 - オーケストラ演奏。題名「魂断富士嶺」。
- 東海林修、コロムビア・ミリオン・ポップ管弦楽団 - オーケストラ演奏[47]。
- ジョージー・オールド - テナーサックス演奏。題名「真白き富士の嶺」。
- 宗次郎 - オカリナ演奏[48]。
- 深町純 - ピアノ演奏。深町自身による編曲[49]。
- 宮川泰、コロムビア・ミリオン・ポップ管弦楽団 - オーケストラ演奏[50]。
- 吉川久子 - フルート演奏[51]。
- リュー・チンチー（劉清池） - 電子琴演奏[52]。台湾の演奏家。
- レネ・パウロ（Rene Paulo） - ピアノ演奏。ハワイ育ちの演奏家。題名「Sea of Tears」[53]。

## 映画
ボート転覆事件を題材にした同名の映画も制作された。
最初の映画が上映されたのは軍国主義時代のことである。逗子開成中学校の成り立ちは海軍と密接に関わり、生徒には海軍軍人の子弟も多く、しばしば海軍出身者が校長を務めた。また当時は東京の開成中学校の系列校であった。1932年、海軍青年将校らによる政権転覆事件である五・一五事件は政党政治の時代に終止符を打ち、日本が軍国主義色を強める中、開成中学校の前身共立学校に在籍していたこともある海軍軍人岡田啓介政権下の1935年、ボート転覆事故を題材とした映画『真白き富士の根』（松竹）が上映された。題名は、無謀な生徒の蛮勇を美しく歌った三角錫子の合唱曲からとられたものであり、その歌は主題歌として使用された。映画は女性の心をつかみ、皆涙を流した。佐々木康監督。及川道子主演。主題歌は覆面歌手ミス・コロムビア（松原操）。
1933年、「映画国策樹立に関する建議案」なる法案が可決された。日本はこれよりのち戦争プロパガンダとして国策映画の制作が推進されるに至るが、余りにも軍国主義的な作品は国民から不人気であり、国民は国策映画よりも娯楽、恋愛、喜劇、時代劇などの映画を好んだ。松竹による歌謡映画『真白き富士の根』は大好評だったため、上演期間が延長された。
第二次世界大戦における敗戦後、1954年には大映の作品『真白き富士の嶺』が公開された。佐伯幸三監督。沢村美智子、北原義郎ほか出演。主題歌に使用された三角錫子の合唱曲の歌唱は菊池章子。
東京新聞紙上の連載「東京歌物語」（2008年4月 - 2009年3月）において、東京新聞編集委員の佐藤史朗は次のように記述している。
この歌が初めてレコードリリースされた1915年8月は、第一次世界大戦への日本参戦（1914年8月23日）からおよそ1年後であり、また、原作詞者の中心メンバー福田正夫が「真白き富士の根」の冒頭を引用したヒット歌謡曲「愛国の花」（1937年）が映画化された1942年11月12日は、日本の海軍部隊が真珠湾攻撃のために出港した1941年11月26日からおよそ1年後である。